# Ectropis exportaria
Ectropis exportaria är en fjärilsart som beskrevs av Achille Guenée 1857. Ectropis exportaria ingår i släktet Ectropis och familjen mätare. Inga underarter finns listade i Catalogue of Life.